# Annakapelle (Habkirchen)

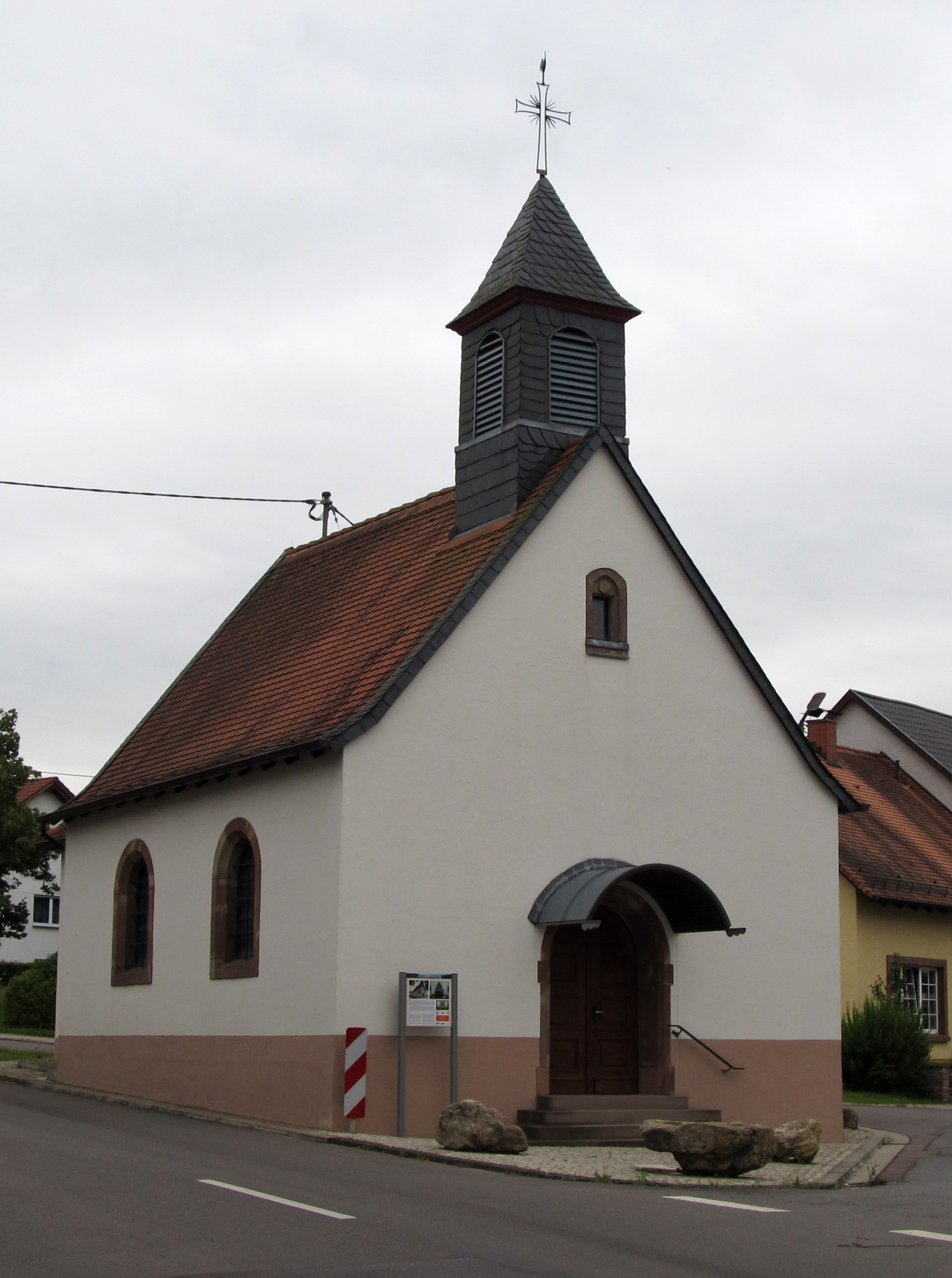
Annakapelle von Nordwesten

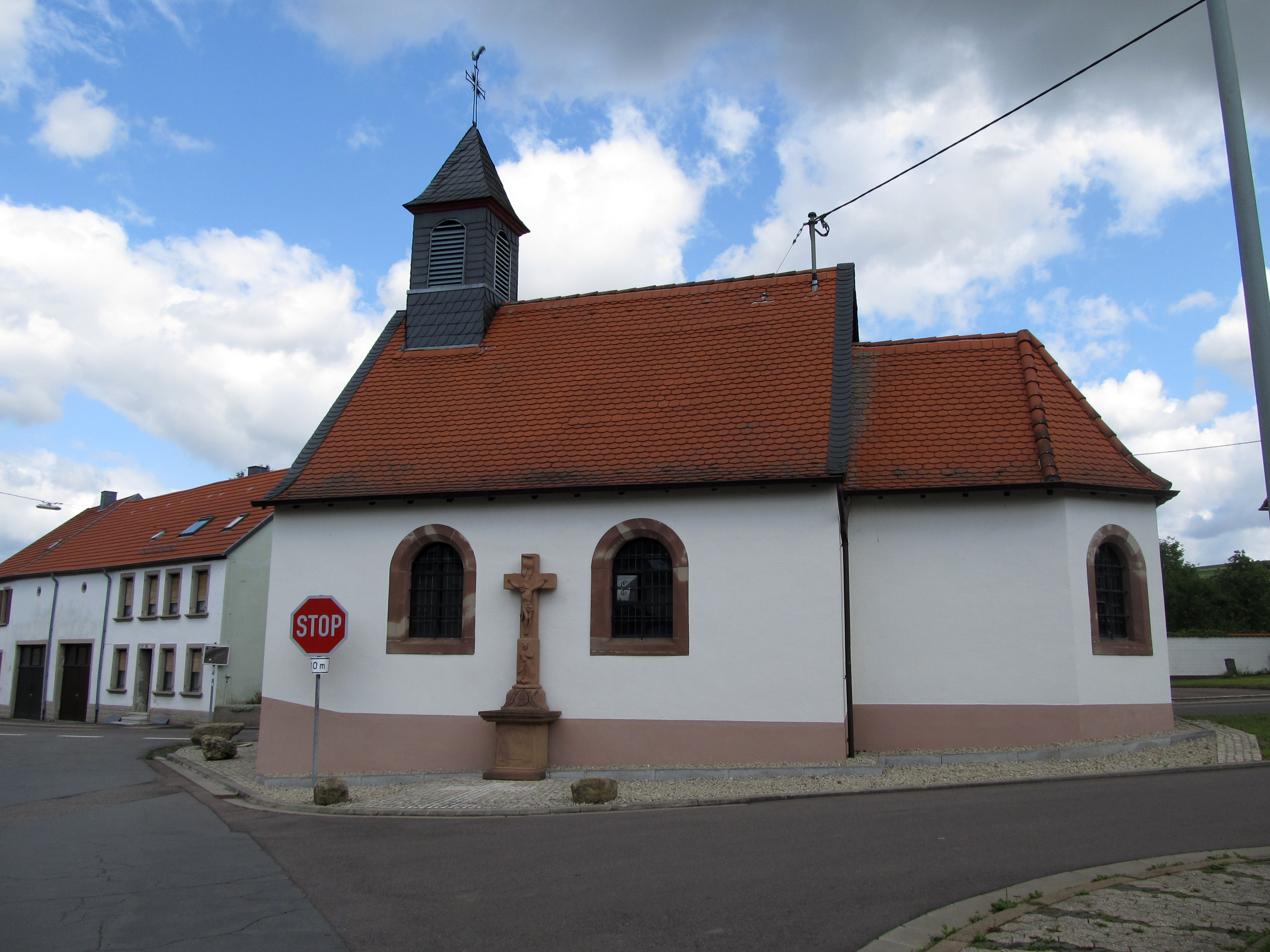
Annakapelle von Süden

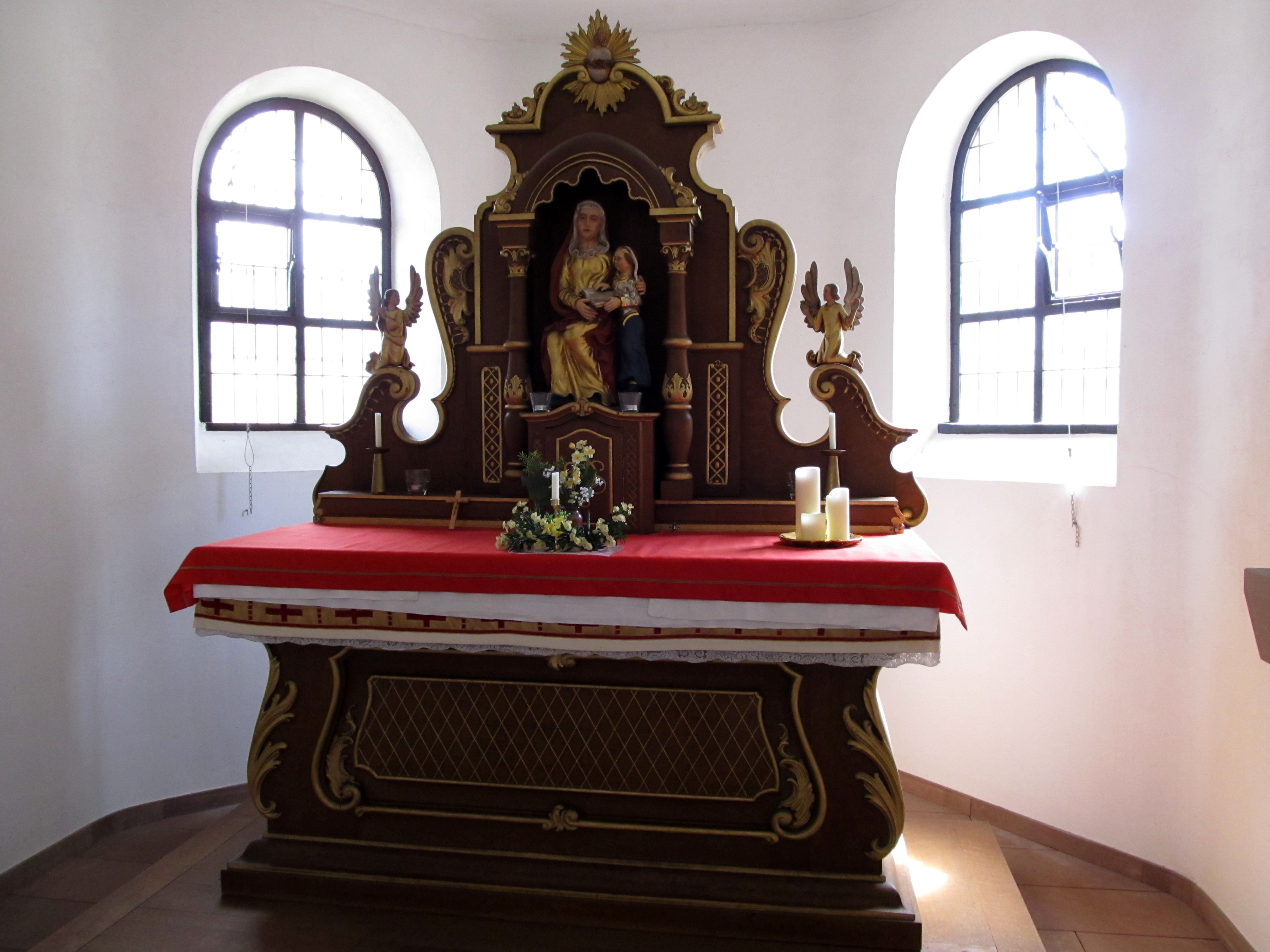
Hochaltar mit Figuren

Die Annakapelle ist eine kleine Pilgerkapelle im Ortsteil Habkirchen in der Gemeinde Mandelbachtal im saarländischen Saar-Pfalz-Kreis.

## Geschichte
Erstmals urkundlich erwähnt wurde die Kapelle aus Bruchsteinen 1239. Der kleine Saalbau mit rechteckigem Grundriss und langgezogenem Chor lag früher am Ortsrand des Dorfes Mandelbach, das im 18. Jahrhundert mit Habkirchen verschmolz. Bis 1939 wurde rund um die Kapelle um den 26. Juli (Annatag) der dreitägige Annamarkt veranstaltet. Die Bedeutung dieses Festes für die Region belegt eine Ablassbulle von Papst Clemens XII. Im Zweiten Weltkrieg wurde die kleine Kirche 1939/40 fast vollständig zerstört und erst 1947 von der Bevölkerung im Barockstil wiederaufgebaut. Dabei wurde der Chor erweitert, der Kirchensaal verlängert und auf beiden Seiten der Kapelle ein zweites Fenster eingefügt.
2004 und 2008 wurde die Kirche umfassend renoviert, da Stauwasser die Grundmauern der Kapelle beschädigt hatte.  

## Architektur
Die kleine Saalkirche mit Satteldach befindet sich heute auf einer Verkehrsinsel zwischen Zweibrücker und Prälat-Roth-Straße. Die Kapelle weist auf jeder Seite zwei farblose Rundbogenfenster auf, hinzu kommen zwei weitere Fenster im Chor. Über dem westlich gelegenen Eingang thront seit 1958 ein quadratischer Dachreiter mit Glockenstuhl.
An der Außenwand der Südostseite steht zwischen den Fenstern ein barockes Sandsteinkreuz von 1811. Dieses schmückte ursprünglich die Westseite der Kapelle, wurde aber 1998 versetzt, weil die nahe Straße eine starke Streusalzbelastung mit sich brachte. Das Kreuz zeigt neben der Mutter Gottes auch die heilige Katharina von Alexandrien.

## Ausstattung
Das Zentrum des Chores bildet, auf einem Podest positioniert, ein geschnitzter Holzaltar mit einer bäuerlichen Holzskulptur der heiligen Anna und der jungen Maria. Der Seitenaltar wurde 1745 auf der linken Seite des Chorbogens aufgestellt. Die Figur des Rudolf wurde 2001 von Gottfried Langenbahn geschnitzt, da eine vorherige Figur des Heiligen um 1900 verloren gegangen war. Kleine Wandpodeste tragen mehrere weitere Figuren, darunter eine Madonna mit Kind, einen Antonius von Padua mit Jesuskind und einen heiligen Leonhard (um 1500).
Außerdem hängen an den Seitenwänden kleine Holztafeln mit den Kreuzwegstationen, Geschenke des lothringischen Klosters Neufgrange an die Pfarrei Habkirchen, nachdem es seine eigenen Kreuzwegstationen durch Neuanfertigungen ersetzt hatte.
Die kleine Glocke von 1512 zeigt zwei Reliefs eines sitzenden Bischofs und kam 1958 in den neuen Glockenstuhl. 
Skulpturen und Wegekreuz stehen unter Denkmalschutz.